# عشق تابستانی (فیلم ۲۰۰۶)
عشق تابستانی (به انگلیسی: Summer Love) یا جایزه مرد مرده (به انگلیسی: Dead Man's Bounty) فیلمی محصول سال ۲۰۰۶ و به کارگردانی پیوتر اوکلانسکی است. در این فیلم بازیگرانی همچون بوگوسواف لیندا، کارل رودن، مارک بارباشیویچ و وال کیلمر ایفای نقش کرده‌اند.